# Edgar Douglas Adrian
Pour les articles homonymes, voir Adrian.
Edgar Douglas Adrian, né le 30 novembre 1889 à Hampstead et mort le 4 août 1977 à Cambridge, est un médecin et électrophysiologiste anglais. En 1932, il partage avec Charles Scott Sherrington le prix Nobel de physiologie ou médecine « pour leurs découvertes sur les fonctions des neurones ».

## Biographie

### Ses débuts
Fils d'Alfred Douglas Adrian (1845-1922), un haut fonctionnaire du Service Civil britannique, conseiller juridique auprès du British Local Government Board, il suit les cours de la Westminster School et étudie les Sciences Naturelles au Trinity College de Cambridge, ville dans laquelle il effectue l'essentiel de sa carrière.
Il obtient son diplôme de médecin en 1915, et entame une activité clinique durant la Première Guerre mondiale au St Bartholomew's Hospital de Londres où il soigne les soldats atteints de lésions des nerfs et les névroses de guerre. Adrian retourne à Cambridge en 1919 et débute en 1925 ses études sur les impulsions nerveuses des organes sensoriels.

### Ses travaux
Poursuivant les travaux antérieurs de Keith Lucas, il utilise l'électrométrie capillaire et le tube cathodique pour amplifier les signaux produits par le système nerveux et enregistrer les décharges électriques de fibres nerveuses isolées sous l'effet de stimuli physiques. C'est en 1928 qu'il découvre par hasard la présence d'électricité dans les cellules nerveuses :

« J'avais placé des électrodes sur le nerf optique d'un crapaud dans le cadre d'expérimentations sur la rétine. La pièce était presque obscure et je fus intrigué par des bruits répétés dans le haut-parleur relié à l'amplificateur témoignant d'une intense activité d'impulsions sur le nerf. Ce ne fut qu'en comparant ces bruits avec mes propres déplacements que je me rendis compte que, me trouvant dans le champ visuel du crapaud, ces bruits signalaient ce que j'étais en train de faire. »

Dans une publication-clef de 1928, il établit que si la sensation ressentie lors de l'application sur la peau d'un stimulus constant est forte au début puis diminue ensuite graduellement, c'est parce que les impulsions sensorielles propagées le long des nerfs à partir du point de contact bien que de force constante, voient leur fréquence diminuer progressivement.
Appliquant ces résultats à l'étude de la douleur provoquée par les stimulations nerveuses, il parvint à préciser les aires de réception des signaux nociceptifs dans le cerveau et la distribution spatiale des aires sensorielles du cortex chez différents animaux. Ces conclusions conduisirent à l'idée d'une carte de la sensibilité appelée homunculus du système somesthésique.
Par la suite, Adrian s'intéresse à l'activité électrique du cerveau humain : il utilise l'électroencéphalogramme, une technique mise au point par Hans Berger et ses travaux sur les anomalies des rythmes décrites par Berger ouvrent la voie aux futures recherches sur l'épilepsie et d'autres maladies neurologiques.
Il consacre le reste de sa carrière de chercheur à l'étude de l'olfaction.
Parmi les nombreuses distinctions et récompenses qui jalonnent sa carrière, figurent la Chaire de « Foulerton Professor » de 1929 à 1937, celle de Professeur de Physiologie à l'Université de Cambridge de à 1937 à 1951, de président de la Royal Society de 1950 à 1955, de Master du Trinity College de Cambridge de 1951 à 1965, de Chancelier de l'Université de Cambridge de 1967 à 1975. En 1942 il avait été décoré de l'Ordre du Mérite et fait « Baron Adrian de Cambridge » dans le Comté de Cambridge.

## Famille/Descendance
En 1923, Edgar Douglas Adrian épouse Hester Agnes Pinsent (1899-1966), apparentée par son père au philosophe David Hume (1711-1776). Le couple a trois enfants, un fils et deux filles dont :
- Anne Pinsent Adrian, épouse Richard Darwin Keynes (1919-2010), avec postérité, notamment Skandar Keynes (né en 1991), acteur.
- Richard Adrian (2e baron Adrian) (1927-1995), médecin.

## Publications
- The Basis of Sensation (1928)
- The Mechanism of Nervous Action (1932)
- Factors Determining Human Behavior (1937)